# Abazi
Gli Abazi o Abazini (in abazino: абаза, traslitterato: abaza)  sono un gruppo etnico della Circassia e dell'Adighezia, regioni della Russia, che ha una popolazione totale stimata in 50.000 individui circa.

C'è stata in passato una sorta di diaspora di abazi in Turchia e in vari stati arabi, che ha visto molti discendenti di rifugiati (muhajir) della Guerra caucasica entrare in Russia. La religione dominante degli abazi è il sunnismo. Gli abazi originariamente vivevano in Abcasia (oggi una repubblica non riconosciuta di Georgia). In un primo momento si mossero da questa regione verso il nord del Caucaso nel XIV secolo, mentre una seconda migrazione ha avuto luogo nel XVIII secolo.
Esiste una significativa presenza di abazi all'interno dei confini turchi, stimabile in 150.000 individui, suddivisi nelle province di Samsun, Yozgat e Adana. Molti di loro sono emigrati in Turchia, dopo aver perso la battaglia di Kbaada, svolta contro le truppe russe.

## Lingua
Gli abazi parlano una propria lingua, la lingua abaza che si divide in due dialetti principali: l'ashkharua e il tapanta.